# Discografie van Joss Stone
Dit is de discografie van de Britse soulzangeres Joss Stone. Stone bracht 5 albums uit, en heeft daarnaast nog vele andere nummers gezongen.

## Albums
| Jaar | Informatie                                                                   | Noteringen in de hitlijsten | Noteringen in de hitlijsten | Noteringen in de hitlijsten | Noteringen in de hitlijsten | Noteringen in de hitlijsten | Noteringen in de hitlijsten | Noteringen in de hitlijsten | Noteringen in de hitlijsten | Noteringen in de hitlijsten | Noteringen in de hitlijsten | Sales and certifications                                                                                                |
| Jaar | Informatie                                                                   | VK                          | VS                          | VS R&B                      | CAN                         | AUS                         | DUI                         | FRA                         | ITA                         | NLD                         | ZWE                         | Sales and certifications                                                                                                |
| ---- | ---------------------------------------------------------------------------- | --------------------------- | --------------------------- | --------------------------- | --------------------------- | --------------------------- | --------------------------- | --------------------------- | --------------------------- | --------------------------- | --------------------------- | --- |
| 2003 | The Soul Sessions - Eerste studioalbum - Uitgebracht op 24 november 2003     | 4                           | 39                          | 38                          | 19                          | 16                          | 4                           | 23                          | 8                           | 4                           | 12                          | - Wereldwijd 4 miljoen verkocht - BPI: 3× platina - RIAA: gold - CRIA: platina - ARIA: platina - IFPI (Europe): platina |
| 2004 | Mind, Body & Soul - Tweede studioalbum - Uitgebracht: 27 september 2004      | 1                           | 11                          | 15                          | 13                          | 7                           | 7                           | 9                           | 12                          | 3                           | 21                          | - Wereldwijd 4,5 miljoen keer verkocht - BPI: 3× platina - RIAA: platina - ARIA: goud - IFPI (Europe): platina          |
| 2007 | Introducing Joss Stone - Derde studioalbum - Uitgebracht op 12 maart 2007    | 12                          | 2                           | 4                           | 6                           | 15                          | 6                           | 22                          | 7                           | 1                           | 31                          | - Wereldwijd 2 miljoen keer verkocht - RIAA: gold - CRIA: gold                                                          |
| 2009 | Colour Me Free! - Vierde studioalbum - Uitgebracht op 20 oktober 2009        |                             |                             |                             |                             |                             |                             |                             |                             |                             |                             | |
| 2011 | LP1 - Vijfde studioalbum - Uitgebracht op 22 juli 2011                       |                             |                             |                             |                             |                             |                             |                             |                             |                             |                             | |
| 2012 | The Soul Sessions, Vol. 2 - Zesde studioalbum - Uitgebracht op 20 juli 2012  |                             |                             |                             |                             |                             |                             |                             |                             |                             |                             | |
| 2015 | Water for Your Soul - Zevende studioalbum - Uitgebracht op 31 juli 2015      |                             |                             |                             |                             |                             |                             |                             |                             |                             |                             | |
| 2022 | Never Forget My Love - Achtste studioalbum - Uitgebracht op 11 februari 2022 |                             |                             |                             |                             |                             |                             |                             |                             |                             |                             | |
| 2022 | Merry Christmas, Love - Negende studioalbum - Uitgebracht op 21 oktober 2022 |                             |                             |                             |                             |                             |                             |                             |                             |                             |                             | |

## Singles

### Alleen
| Jaar | Single                                               | Notering in de hitlijsten | Notering in de hitlijsten | Notering in de hitlijsten | Notering in de hitlijsten | Notering in de hitlijsten | Notering in de hitlijsten | Notering in de hitlijsten | Notering in de hitlijsten | Notering in de hitlijsten | Notering in de hitlijsten | Notering in de hitlijsten | Notering in de hitlijsten | Album                  |
| Jaar | Single                                               | VK                        | VS                        | VS R&B                    | CAN                       | AUS                       | DUI                       | ITA                       | NLD                       | AUT                       | ZWI                       | IER                       | NZL                       | Album                  |
| ---- | ---------------------------------------------------- | ------------------------- | ------------------------- | ------------------------- | ------------------------- | ------------------------- | ------------------------- | ------------------------- | ------------------------- | ------------------------- | ------------------------- | ------------------------- | ------------------------- | ---------------------- |
| 2004 | "Fell in Love with a Boy"                            | 18                        | —                         | —                         | —                         | —                         | —                         | 36                        | —                         | —                         | —                         | 46                        | 23                        | The Soul Sessions      |
| 2004 | "Super Duper Love"                                   | 18                        | —                         | —                         | —                         | —                         | 78                        | —                         | —                         | —                         | —                         | —                         | —                         | The Soul Sessions      |
| 2004 | "You Had Me"                                         | 9                         | —                         | —                         | 29                        | 23                        | 77                        | 15                        | 4                         | 54                        | 40                        | 34                        | 26                        | Mind, Body & Soul      |
| 2004 | "Right to Be Wrong"                                  | 29                        | —                         | —                         | —                         | —                         | —                         | 30                        | 14                        | —                         | 46                        | —                         | —                         | Mind, Body & Soul      |
| 2005 | "Spoiled"                                            | 32                        | —                         | 54                        | —                         | —                         | —                         | —                         | 24                        | —                         | —                         | —                         | —                         | Mind, Body & Soul      |
| 2005 | "Don't Cha Wanna Ride"                               | 20                        | —                         | —                         | —                         | —                         | 100                       | 38                        | 24                        | —                         | 93                        | —                         | —                         | Mind, Body & Soul      |
| 2007 | "Tell Me 'bout It"                                   | 28                        | 83                        | —                         | —                         | —                         | 64                        | 12                        | 8                         | 60                        | 33                        | —                         | —                         | Introducing Joss Stone |
| 2007 | "Tell Me What We're Gonna Do Now" (featuring Common) | 84                        | —                         | 64                        | 53                        | —                         | 96                        | —                         | 23                        | —                         | 66                        | —                         | —                         | Introducing Joss Stone |
| 2008 | "Baby Baby Baby"                                     | —                         | —                         | —                         | —                         | —                         | —                         | —                         | —                         | —                         | —                         | —                         | —                         | Introducing Joss Stone |

### Digitale singles
| Jaar | Single                                               | Notering in de hitlijsten | Notering in de hitlijsten | Notering in de hitlijsten | Notering in de hitlijsten |
| Jaar | Single                                               | VK                        | VS                        | ITA                       | ZWI                       |
| ---- | ---------------------------------------------------- | ------------------------- | ------------------------- | ------------------------- | ------------------------- |
| 2005 | "Cry Baby/Piece of My Heart" (met Melissa Etheridge) | —                         | 32                        | —                         | —                         |
| 2007 | "L-O-V-E"                                            | 100                       | —                         | 691                       | 75                        |
| 2007 | "All I Want for Christmas"                           | —                         | —                         | —                         | —                         |

### Samenwerkingen
| Jaar | Single                                                     | Notering in de hitlijsten | Notering in de hitlijsten | Notering in de hitlijsten | Notering in de hitlijsten | Notering in de hitlijsten | Notering in de hitlijsten | Notering in de hitlijsten | Notering in de hitlijsten | Notering in de hitlijsten | Notering in de hitlijsten | Notering in de hitlijsten | Notering in de hitlijsten | Album                                |
| Jaar | Single                                                     | VK                        | VS                        | CAN                       | AUS                       | DUI                       | ITA                       | NLD                       | OOS                       | ZWI                       | NOR                       | IER                       | NZ                        | Album                                |
| ---- | ---------------------------------------------------------- | ------------------------- | ------------------------- | ------------------------- | ------------------------- | ------------------------- | ------------------------- | ------------------------- | ------------------------- | ------------------------- | ------------------------- | ------------------------- | ------------------------- | ------------------------------------ |
| 2006 | "Cry Baby Cry" (Santana featuring Sean Paul en Joss Stone) | 71                        | —                         | —                         | —                         | 47                        | 19                        | —                         | —                         | 29                        | —                         | —                         | —                         | All That I Am The Trinity (bonus CD) |
| 2008 | "Tip of My Tongue" (Something Sally featuring Joss Stone)  | —                         | —                         | —                         | —                         | —                         | —                         | —                         | —                         | —                         | 18                        | —                         | —                         | Familiar Strangers                   |

### Voor het goede doel
| Jaar | Single                         | Artiest                 | Notering in de hitlijsten | Notering in de hitlijsten | Notering in de hitlijsten | Notering in de hitlijsten | Notering in de hitlijsten | Notering in de hitlijsten | Notering in de hitlijsten | Notering in de hitlijsten | Notering in de hitlijsten | Notering in de hitlijsten | Notering in de hitlijsten | Notering in de hitlijsten | Notering in de hitlijsten | Album                               |
| Jaar | Single                         | Artiest                 | VK                        | VS                        | CAN                       | AUS                       | DUI                       | FRA                       | ITA                       | NLD                       | OOS                       | ZWI                       | IER                       | NZ                        | EUR                       | Album                               |
| ---- | ------------------------------ | ----------------------- | ------------------------- | ------------------------- | ------------------------- | ------------------------- | ------------------------- | ------------------------- | ------------------------- | ------------------------- | ------------------------- | ------------------------- | ------------------------- | ------------------------- | ------------------------- | ----------------------------------- |
| 2004 | "Do They Know It's Christmas?" | Band Aid 20             | 1                         | —                         | 1                         | 9                         | 7                         | 72                        | 1                         | 4                         | 15                        | 7                         | 1                         | 1                         | 1                         | Alleen een single                   |
| 2005 | "Come Together Now"            | Verschillende artiesten | —                         | 132                       | —                         | —                         | —                         | —                         | —                         | —                         | —                         | —                         | —                         | —                         | —                         | Hurricane Relief: Come Together Now |
| 2007 | "Sing"                         | Annie Lennox            | 161                       | —                         | —                         | —                         | —                         | —                         | —                         | —                         | —                         | —                         | —                         | —                         | —                         | Songs of Mass Destruction           |

### Andere nummers in de hitlijsten
| Jaar | Nummer                                  | Hitlijst                             | Hoogste positie |
| ---- | --------------------------------------- | ------------------------------------ | --------------- |
| 2004 | "Wicked Time" (met Nadirah "Nadz" Seid) | Japanse J-Wave Tokio Hot 100         | 97              |
| 2004 | "Lonely Without You" (met Mick Jagger)  | Japanse J-Wave Tokio Hot 100         | 51              |
| 2006 | "Stir It Up" (met Patti LaBelle)        | Japanse J-Wave Tokio Hot 100         | 61              |
| 2007 | "Bruised but Not Broken"                | VS Billboard Hot R&B/Hip-Hop Songs   | 55              |
| 2007 | "Bruised but Not Broken"                | VS Billboard Hot R&B/Hip-Hop Airplay | 55              |
| 2007 | "Bruised but Not Broken"                | VS Billboard Hot Adult R&B Airplay   | 13              |

## Andere
| Jaar | Nummer                                                          | Album                                |
| ---- | --------------------------------------------------------------- | ------------------------------------ |
| 2005 | "Family Affair" (met John Legend en Van Hunt)                   | Different Strokes by Different Folks |
| 2005 | "Under Pressure"                                                | Killer Queen: A Tribute To Queen     |
| 2005 | "When Love Comes to Town" (met Johnny Lang)                     | Possibilities                        |
| 2005 | "Love Sneakin' Up On You" (met Sting)                           | American Made World Played           |
| 2005 | "Calling it Christmas" (met Elton John)                         | Elton John's Christmas Party         |
| 2006 | "Erica" (met Dead Celebrity Status)                             | Blood Music                          |
| 2006 | Anniversary (met Lemar)                                         | The Truth About Love                 |
| 2007 | "Gimme Shelter" (met Angelique Kidjo)                           | Djin Djin                            |
| 2007 | "I Can't Believe That You're in Love with Me" (met Dean Martin) | Forever Cool                         |
| 2007 | "Every Night About This Time" (met Dirty Dozen Brass Band)      | Goin' Home: A Tribute to Fats Domino |
| 2008 | "Buck Naked"                                                    |                                      |
| 2008 | "Just Walk on By"                                               | Randy Jackson's Music Club, Vol. 1   |
| 2008 | "I Believe to My Soul" (met David Sanborn)                      | Here & Gone                          |
| 2008 | "Just One Kiss" (met Raphael Saadiq)                            | The Way I See It                     |
| 2008 | "Unchained Melody/Les Enchaînés" (met Johnny Hallyday)          | Ça ne finira jamais                  |
| 2008 | "The Anti-Christmas Carol"                                      |                                      |